# Axinactis
Axinactis is een geslacht van tweekleppigen uit de  familie van de Glycymerididae.

## Soorten
- Axinactis delessertii (Reeve, 1843)
- Axinactis inaequalis (G. B. Sowerby I, 1833)